# Дрезден (Мен)
Дрезден (англ. Dresden) — місто (англ. town) в США, в окрузі Лінкольн штату Мен. Населення — 1725 осіб (2020).

## Демографія
Згідно з переписом 2010 року, у місті мешкали 1672 особи в 700 домогосподарствах у складі 482 родин. Було 819 помешкань
Расовий склад населення:
| - 98,6 % — білих - 0,3 % — азіатів - 0,2 % — чорних або афроамериканців - 0,1 % — корінних американців |

До двох чи більше рас належало 0,7 %. Частка іспаномовних становила 1,3 % від усіх жителів.
За віковим діапазоном населення розподілялося таким чином: 20,5 % — особи молодші 18 років, 65,8 % — особи у віці 18—64 років, 13,7 % — особи у віці 65 років та старші. Медіана віку мешканця становила 45,0 року. На 100 осіб жіночої статі у місті припадало 105,4 чоловіків;  на 100 жінок у віці від 18 років та старших — 104,6 чоловіків також старших 18 років.
Середній дохід на одне домашнє господарство  становив 75 658 доларів США (медіана — 70 129), а середній дохід на одну сім'ю — 83 345 доларів (медіана — 79 250). Медіана доходів становила 50 852 долари для чоловіків та 37 981 долар для жінок. За межею бідності перебувало 5,6 % осіб, у тому числі 2,6 % дітей у віці до 18 років та 5,3 % осіб у віці 65 років та старших.
Цивільне працевлаштоване населення становило 916 осіб. Основні галузі зайнятості: освіта, охорона здоров'я та соціальна допомога — 21,1 %, виробництво — 18,0 %, роздрібна торгівля — 9,7 %, мистецтво, розваги та відпочинок — 9,1 %.